# Dos copas de más
Dos copas de más è un singolo del gruppo musicale statunitense Ha*Ash, pubblicato il 11 dicembre 2015 come quinto singolo dal primo album dal vivo Primera fila: Hecho realidad.

## La canzone
La traccia, è stata scritta da Ashley Grace, Hanna Nicole e Pablo Preciado è stato pubblicato il 11 dicembre 2015.

## Video musicale
Il video è stato girato sotto forma di esibizione dal vivo, con Ha*Ash che inizia a cantare con la sua band dinanzi ad un gruppo persone. Il video è stato girato a Città del Messico e diretto da Nahuel Lerena. È stato pubblicato su YouTube il 27 marzo 2015. Il video ha raggiunto 83 milioni di visualizzazioni su Vevo.

### En vivo versione
Il video è stato girato sotto forma di esibizione dal vivo dal album En Vivo (2019). Il video è stato girato a Auditorio Nacional, Città del Messico (Messico). È stato pubblicato su YouTube il 6 dicembre 2019.

## Tracce
Download digitale
1. Dos copas de más – 3:42 (Ashley Grace, Hanna Nicole, Pablo Preciado)

## Formazione
- Ashley Grace – voce, composizione, chitarra
- Hanna Nicole – voce, composizione, chitarra
- Pablo Preciado – composizione
- Pablo De La Loza – programmazione, produzione
- George Noriega – produzione
- Tim Mitchell – produzione
- Paul Forat  – A&R
- Ezequiel Ghilardi  – batteria
- Gonzalo Herrerias  – A&R
- Ben Peeler: chitarra

## Classifiche
| Classifica (2015)                      | Posizione massima |
| -------------------------------------- | ----------------- |
| Messico Airplay (billboard)            | 16                |
| Messico Español Airplay (billboard)    | 3                 |
| Messico (Monitor Latino)               | 3                 |
| Messico (Monitor Latino Top 100)       | 31                |
| Stati Uniti Latin Pop Songs(billboard) | 49                |